# Love Machine (Uriah Heep)
Love Machine è un singolo del gruppo musicale britannico Uriah Heep, pubblicato nell'ottobre del 1971 come estratto dal terzo album in studio Look at Yourself.
Il brano descrive la relazione amorosa tra il protagonista e la sua donna.